# Пјерис (Горица)
Пјерис је насеље у Италији у округу Горица, региону Фурланија-Јулијска крајина.
Према процени из 2011. у насељу је живело 3140 становника. Насеље се налази на надморској висини од 5 м.